# 植物细胞学

植物細胞結構。

植物细胞的结构。

植物细胞学（Plant Cell Biology，或傳統上的plant cytology），是研究植物细胞結構的科学，是廣義的形態學的一部分，也是細胞學的一個分支。植物細胞學以植物细胞作為研究對象，利用生物學、化學和物理學等研究方法來研究细胞層級的生命活動。
植物細胞學的主要研究方法有生物顯微技術包括電鏡技术；细胞免疫技術；细胞培養等。

## 參见
- 植物解剖學
- 植物遗传学